# 吳越民系
吳越民系，即江南民系、江浙民系，或称吳越人、江浙人:8，使用吴语，主要分佈於江蘇南部、上海全境、浙江全境、安徽东南部（黄山市、宣城市、池州市等）、江西省东北部（上饒市）和福建北部（浦城县）。

## 歷史

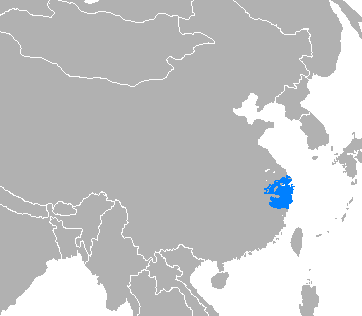
吳語方言使用地區

### 起源
吳越地區歷史和史前的大部分地區都是河姆渡文化，馬家浜文化和良渚文化等新石器時代文化的所在地。在夏商時期的吳越之地，除了有百越民族的活動之外，還有三苗姑蔑部落的活動。在周朝時，吳越地區是吳國和越國兩國的領土，經過多年的戰鬥和衝突，吳越兩種文化透過相互接觸融合成為一種文化。之後楚國領土擴大到吳越地區並擊敗越國，故江东人项羽自認楚人。隨著楚國滅越，這些地區的华夏部落，三苗部落也融入了吴越民族之中，逐渐形成了今日吴越民系和吳語。直到三国時，孫權建立了孫吳王朝，現代意義上的吳越的概念由此建立。五胡亂華後，中原人大量湧入吳越地區。五代十國時錢鏐又建立了吳越國，至今仍對江浙地區的文化產生強烈的影響。吳越地區使用的漢語為吳語，最著名的方言為上海話。

## 分支民系
吴越民系可大致按明清时期的二级行政区划（府）来进一步细分，如常州人、苏州人、寧波人、杭州人、绍兴人、嘉兴人、金华人、台州人、丽水人、溫州人、宣州人等。但上海人为例外，上海人是在19世纪开埠之后因移民而形成的新分支民系，主要来自原苏州人、宁波人和绍兴人:8。上海市改革开放以来的新移民主要来自安徽、江苏、河南等非吴越民系省份，这些移民将对吴越民系及吴语的未来产生影响:9。
由于交通、移民、商业活动等因素，宁波人和上海人之间的关系是江浙人各分支民系中最近的:8。
在两岸三地之外仍有江浙人，这些海外移民大多是上海人与温州人。上海人主要在改革开放之后移民日本、澳洲、美国等地，多散居；温州人则主要是始于一战前后起移民荷兰、法国等欧洲国家，改革开放后大量增加，多聚居形成社区，其移民及后代很多只会说温州话与当地的语言:9。

## 文化

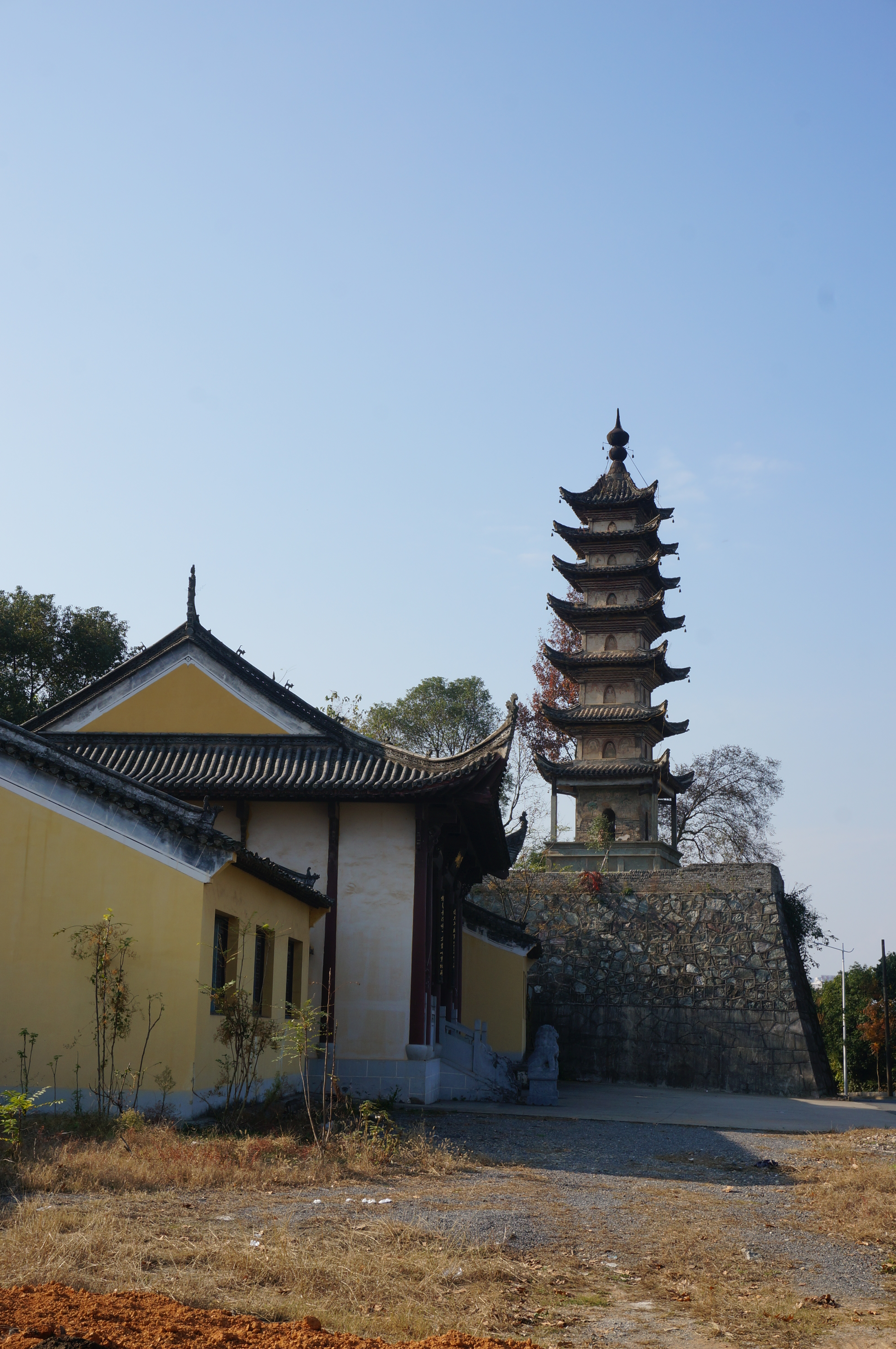
江浙建築風格的寶塔

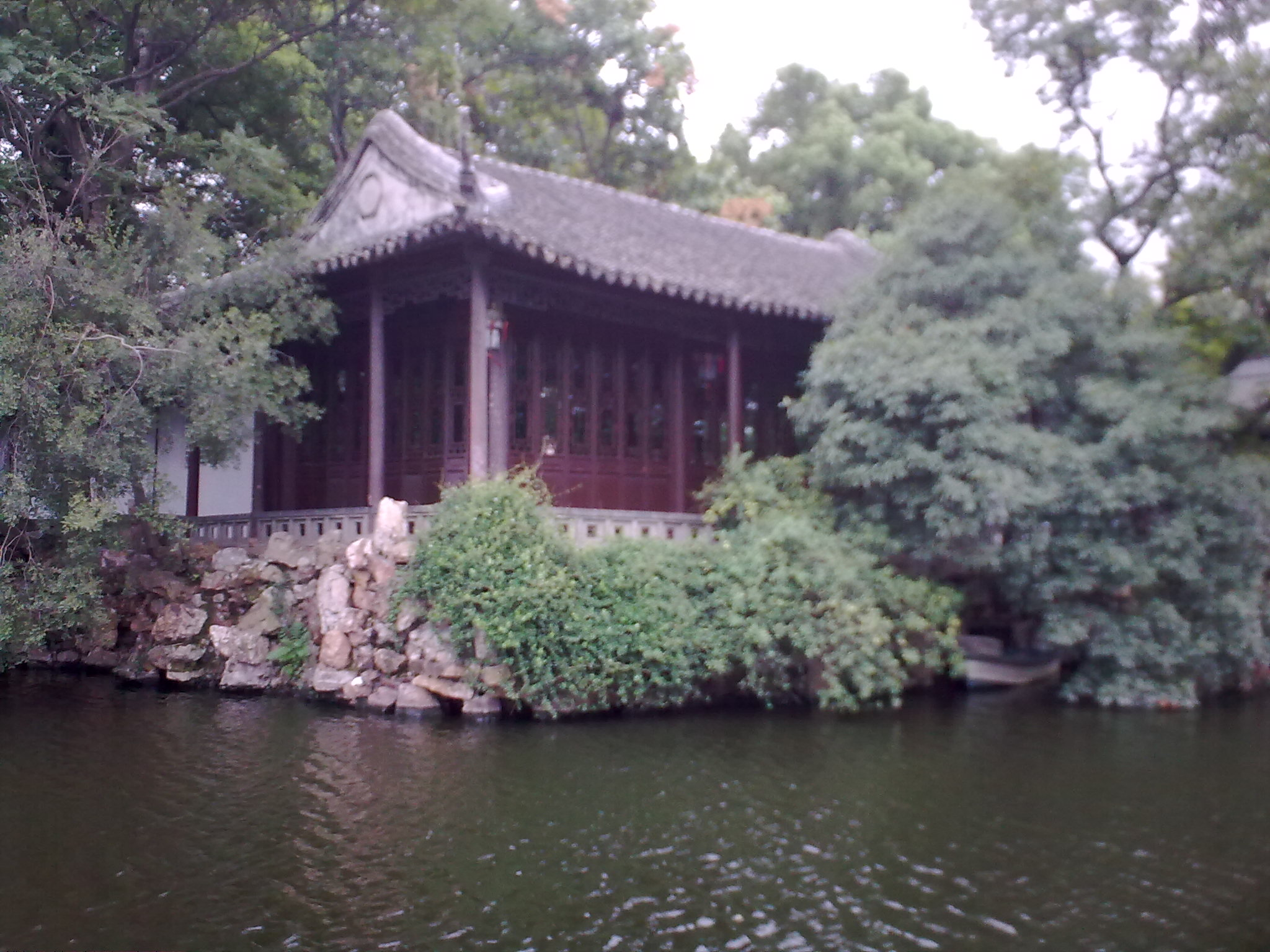
蘇州滄浪亭

### 教育
歷史上，吳越人在科举考試中佔有一席之地，吳越地區經常出狀元和進士。在清代，蘇州曾出過廿八位狀元。

### 語言
- 常州話
- 杭州話
- 金華話
- 寧波話
- 上海話
- 紹興話
- 蘇州話
- 溫州話
- 無錫話
- 崇启海話

### 音樂
- 江南絲竹
- 蘇州評彈

### 戲曲
- 崑曲
- 越劇
- 婺劇
- 滬劇
- 紹興戲
- 錫劇

### 文學
- 華抱山
- 梁山伯與祝英台
- 白蛇傳
- 紅樓夢

### 哲學和宗教
- 宋明理學
- 天台宗

### 建築
- 天一閣
- 蘇州古典園林
- 徽州古村落

### 其他
- 絲綢
- 茶
- 蘇繡
- 紹興酒

## DNA分析
江浙漢族的DNA具HLA-DRB1，與其他漢族有一樣的遺傳特徵，也具有自身的特徵，江浙漢族在遺傳上介於南方漢族和北方漢族之間 。